# Savîțke, Mirhorod
Savîțke (în ucraineană Савицьке) este un sat în așezarea urbană Komîșnea din raionul Mirhorod, regiunea Poltava, Ucraina.